# 브뤼셀 메트로
브뤼셀 메트로(네덜란드어: Brusselse metro, 프랑스어: Métro de Bruxelles)는 벨기에의 수도 브뤼셀의 지하철이다. 3개의 지하철 노선, 2개의 프리메트로가 있다. 브뤼셀 메트로는 브뤼셀 수도권 교통에 의해 운영되고 있다.

## 같이 보기
- 지하철 목록
- 브뤼셀 트램